# Prychid´ky
Prychid´ky (ukr. Прихідьки) – wieś na Ukrainie, w obwodzie połtawskim, w rejonie łubieńskim. W 2001 liczyła 488 mieszkańców, spośród których 453 wskazało jako ojczysty język ukraiński, 31 rosyjski, 1 białoruski, a 3 inny.